# Pont de Sobrànigues
El Pont de Sobrànigues és una obra de Flaçà (Gironès) inclosa a l'Inventari del Patrimoni Arquitectònic de Catalunya.

## Descripció
És un pont sobre el Ter de la línia de tren Barcelona-Port-Bou, format per dues gran bigues metàl·liques en gelosia de 301,47m. de llarg, suportades per un conjunt de pilastres d'obra. El pont té alçada sobre el riu de 16m.

## Història
Inicialment aquest pont fou construït cap 1870 en una primera fase,per la casa Eiffel de París al igual que la resta de ponts d'aquesta línia de tren. Més tard, entre 1927 i 1929 l'empresa La Maquinista Terrestre va construir una segona fase del mateix pont. Després el pont original de la casa Eiffel fou substituït per l'actual estructura.